# بتر القضيب
بتر القضيب أو استئصال القضيب هو استئصال لعضو القضيب من خلال عملية جراحية، ويحدث عموما لأسباب طبية أو شخصية.